# Kaleo
I Kaleo sono un gruppo rock islandese formatosi nel 2012 a Mosfellsbær.

## Storia del gruppo
Il gruppo ha esordito ufficialmente nel 2012 e l'anno seguente ha pubblicato il brano Vor í Vaglaskógi. Nel 2014 la band ha avuto un buon successo con il brano All the Pretty Girls e all'inizio del 2015 ha firmato un contratto con Atlantic Records.
Il loro album di debutto A/B è uscito nel giugno 2016. Il brano Way Down We Go, uscito come secondo singolo nel 2016, ha ricevuto ai Grammy Awards 2018 la candidatura nella categoria miglior interpretazione rock. La canzone è inserita nel film Collateral Beauty (2016), nel trailer del film Logan: The Wolverine (2017) e nel trailer della quarta stagione della serie Orange Is the New Black, nonché in altre serie, produzioni televisive e videogiochi come FIFA 16.
Dopo quasi quattro anni di pausa, il 15 gennaio 2020 hanno pubblicato due nuovi singoli I Want More e Break My Baby. Il 13 marzo del 2020 annunciano l'uscita del secondo album in studio Surface Sounds in uscita il 5 giugno. Sempre il 13 marzo pubblicano il terzo singolo estratto del nuovo album, chiamato Alter Ego. La band ha edito poco dopo la stesura completa dell'ultimo album aggiungendo oltre ai primi singoli altre hit come Skinny, Hey Gringo e I walk on Water. I Kaleo hanno unito tutti i loro singoli agli album per formare una discografia più ordinata e precisa, con due principali album da più o meno 10 canzoni l'uno, tutte ballate rock, Dirty Rock, Blues.
Dopo altri 3 anni di silenzio musicale i Kaleo pubblicheranno un EP, nato come progetto di un nuovo album futuro, nel quale sono racchiusi il singolo Rock, Blues, Modern Rock e Hard Rock "Rock n' Roller", e la ballata country "Lonely Cowboy".

## Formazione
- Jökull Júlíusson – voce, chitarra, piano
- Rubin Pollock – chitarra, cori
- Daniel Kristjansson – basso, tastiera
- David Antonsson – batteria, percussioni, cori

## Discografia

### Album in studio
- 2016 - A/B
- 2020 - Surface Sounds

- 2024 - Rock n' Roller
- 2025 - Mixed Emotions

### Singoli
- 2013 - Vor í Vaglaskógi
- 2013 - Rock n' Roller
- 2013 - Glass House
- 2013 - Automobile
- 2013 - Broken Bones
- 2014 - I Walk On Water
- 2014 - All the Pretty Girls
- 2015 - No Good
- 2016 - Way Down We Go
- 2016 - I Can't Go On Without You
- 2020 - I Want More
- 2020 - Break My Baby
- 2020 - Alter Ego
- 2020 - Backbone
- 2024 - Lonely Cowboy
- 2024 - Rock n' Roller